# Ernst Boepple
Ernst Boepple (Reutlingen, 30 novembre 1887 – Cracovia, 15 dicembre 1950) è stato un militare tedesco, ufficiale delle SS che servì come vice di Josef Bühler nella Polonia occupata durante la seconda guerra mondiale, fu giustiziato per crimini di guerra.

## Biografia
Boepple conseguì la maturità nel 1905 al Gymnasium di Reutlingen. Quindi studiò lingue e storia in diverse università: Università di Tubinga, Università di Parigi, Università di Oxford e Università di Londra e conseguì il dottorato di ricerca nel 1915 con la tesi di dottorato: La relazione di Federico il Grande con Württemberg. Combatté nella prima guerra mondiale in fanteria e lasciò l'esercito tedesco con il grado di tenente (Oberleutnant) nel 1919.

### Direttore dell'impresa editoriale nazista
Boepple è diventato un collaboratore dell'editore Julius Friedrich Lehmann ed è stato uno dei fondatori del Partito Tedesco dei Lavoratori (DAP). Nel 1919 rilevò la casa editrice Deutsche Volksverlag, fondata da Lehmann. Qui ha pubblicato Il mio risveglio politico di Anton Drexler. Il Deutsche Volksverlag pubblicò un'ampia sezione della prima letteratura nazista formativa, tra cui:
- Wilhelm Meister: Il libro dei debiti dell'ebraismo - una contabilità tedesca, 1919 (Judas Schuldbuch - eine deutsche Abrechnung)
- Il ministro Karl Gerecke: Antisemitismo biblico: il carattere dell'ebraismo nella storia del mondo, la colpa e la fine nella riflessione del profeta Jona, 1920 (Biblischer Antisemitismus. Der Juden weltgeschichtlicher Charakter, Schuld und Ende in des Propheten Jona Judenspiegel)
- Maria Groener: Schopenhauer e gli ebrei, 1920 (Schopenhauer und die Juden)
- Dr. Hans Grunsky: Richard Wagner e gli ebrei, 1920 (Richard Wagner und die Juden)
- Alfred Rosenberg: L'immoralità nel Talmud, 1920 (Unmoral im Talmud)
- Emil Kloth: Ricerca dell'anima - Riflessioni di un sindacalista socialdemocratico sulla politica della socialdemocrazia, 1920 (Einkehr - Betrachtungen eines sozialdemokratischen Gewerkschaftlers über die Politik der deutschen Sozialdemokratie)
- Dr. Paul Tafel: La nuova Germania. Uno stato socialista su base nazionale, 1920 (Das neue Deutschland. Ein Rätestaat auf nationaler Grundlage)
- Fridrich Andersen (uno dei fondatori dei cristiani tedeschi): Il salvatore tedesco, 1921 (Der deutsche Heiland)
- Dietrich Eckart, Otto von Kursell: Austria sotto la stella dell'ebraismo, becchino della Russia, 1921 (Österreich unter Judas Stern, Totengräber Russlands)
- Dr. Max Maurenbrecher: Goethe e gli ebrei, 1921 (Goethe und die Juden)
- Dr. Alfred Falb: Lutero e gli ebrei, 1921 (Luther und die Juden)
- Hugo Christoph Meyer: L'ebreo e la sua schiavitù, 1921 (Der Jude und sein Sklaventum)
- Ottokar Stauf von der March: L'ebraismo nelle opinioni dei secoli, 1921 (Die Juden im Urteil der Zeiten)
- Otto Armin: Gli ebrei negli affari di guerra e nell'economia di guerra, 1921 (Die Juden in den Kriegs-Gesellschaften und in der Kriegs-Wirtschaft)
- Adolf Bartels: Hebbel e gli ebrei, 1922 (Hebbel und die Juden)
- Alfred Rosenberg: Essere, principi e obiettivi del Partito nazionalsocialista dei lavoratori tedeschi, 1922 (Wesen, Grundsätze und Ziele der Nationalsozialistischen Deutschen Arbeiterpartei)
- Dr. Albrecht Wirth: Crosswise our presente, 1922 (Quer durch die Gegenwart)
- Alfred Rosenberg: La peste in Russia. Bolscevismo, i suoi capi, scagnozzi e vittime, 1922 (Pest in Russia. Der Bolschewismus, seine Häupter, Handlanger und Opfer)
- Alfred Rosenberg: Bolscevismo, fame, morte, 1922 (Bolschewismus, Fame, Tod)

Nel novembre 1923 Ernst Boepple partecipò al Putsch di Monaco.

### Seconda guerra mondiale
Quando Hans Schemm morì dopo un incidente aereo, Boepple divenne ministro della cultura bavarese fino all'invasione della Polonia nel 1939. Nel 1940 prestò servizio nuovamente nell'esercito. Il 1 settembre 1941 fu nominato Segretario di Stato del Governatorato Generale nella Polonia occupata, ricoprendo il ruolo di vice del vicegovernatore Josef Bühler. Boepple era profondamente coinvolto nella soluzione finale come vice di Bühler e anche per il grado di SS-Oberführer nelle SS.
Boepple fu condannato a morte da un tribunale polacco il 14 dicembre 1949 e impiccato il 15 dicembre 1950.

## Pubblicazioni
- Friedrich des Großen Verhältnis zu Württemberg (i.e. Frederick the Great's Relation to Württemberg), Dissertation, C. A. Seyfried, 1915
- Die Judenfrage und der deutsche Buchhandel (i.e. The Jewish Question and the German book trade), Deutscher Volksverlag, 1920
- Zwischen Front und Heimat: Zum Vierjahrestag des Generalgouvernements (i.e. Between Front and Homeland: Fourth Anniversary of the General Government), Pressechef d. Regierg d. Generalgouvernements, 1943